# Wilhelm Schrattenholz
Wilhelm Schrattenholz (* 28. Juni 1815 in Birlinghoven bei Bonn; † 4. Dezember 1898 in Köln) war ein Lehrer, Dichter, Schriftsteller, Komponist und selbsternannter Arzt und Heiler.

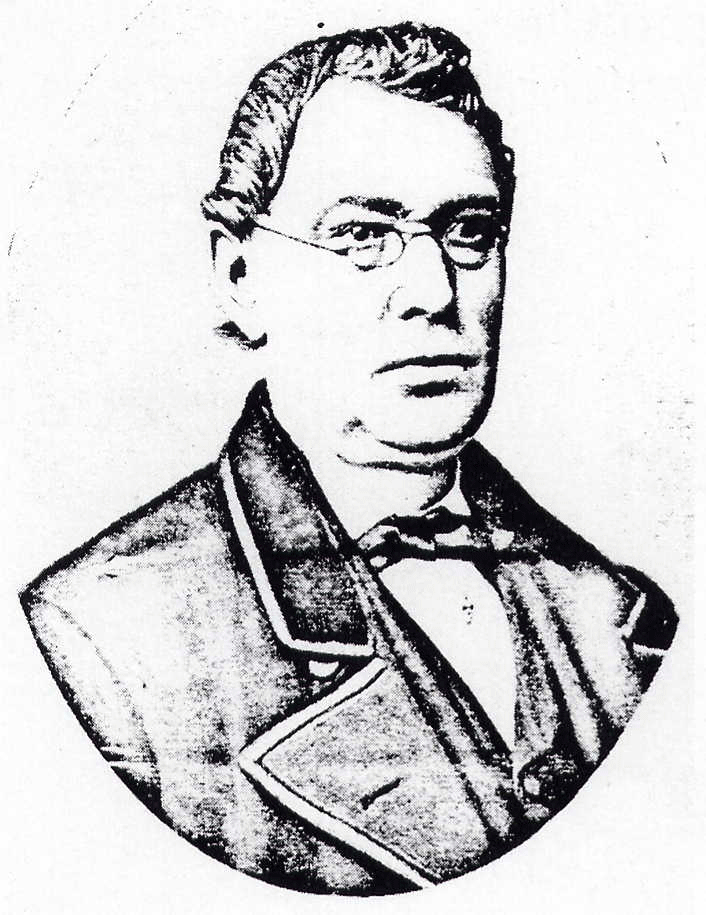

## Leben
Seine Eltern waren Ferdinand Schrattenholz, auch Ferdinandum Schrattenholzer oder Ferdinand Schradenholz, (* 14. Oktober 1764 Großsierning bei St. Pölten in Österreich; † 29. April 1829 in Birlinghoven) und Anna Helena Asbach (* 18. April 1775 in Birlinghoven; † 16. März 1855).
Sein Vater Ferdinand, war österreichischer Soldat und Oberroßarzt, also Tierarzt im deutsch-kaiserlichen Heere unter Erzherzog Karl von Österreich. Nach der „Schlacht am Käsberg“, die zwischen Uckerath und Altenkirchen stattfand, ließ er sich im Rheinland nieder, wo er fortan in Birlinghoven ein bürgerliches Leben führte. Er heiratete Anna Helene Adelheid Asbach. Die Eheleute bekamen vier Söhne und drei Töchter. Zwei Kinder verstarben noch im Kindsbett. Peter Schrattenholz folgte seinem Vater in den Beruf der Tierheilkunde und Wilhelm sollte Lehrer werden. In einer Schule zu Rauschendorf lernte er, als eine Art Lehrausbildung, eine Schulklasse zu leiten. 1838 errichtete er, vermutlich illegal, in Hoholz bei Birlinghoven eine Privatschule. 1849 wurde ihm durch König Friedrich Wilhelm IV. das Patent als Lehrer verliehen.
Wilhelm Schrattenholz war schon zu Jugendzeiten ein ausgezeichneter Musiker und verfasste mit großer Leidenschaft auch Gedichte. Er kombinierte Leidenschaft und Können zu ein- und mehrstimmigen Liedern, Kompositionen für Orgel und Chor. Er war seinerzeit Wegbereiter für den mehrstimmigen Chorsatz. Es ist anzunehmen, dass Wilhelm sich vom aktuellen Geschehen der zeitgenössischen Chormusik beeinflussen ließ. Franz Schubert, der von 1797 bis 1828 lebte und eine Fülle an Chorwerken schuf, ist sicherlich nur ein Künstler der Wilhelm zeitlebens nachhaltig inspiriert haben dürfte. Um 1838 gründete, und bis 1850 leitete, er einen Männergesangsverein in Birlinghoven und legte damit den Grundstein zum Gesangsverein Birlinghoven e.V. Dadurch kam er in die glückliche Lage seine Werke auch aufführen zu können.
In der Zeit von 1841 bis 1859 gab Wilhelm einige musikalische und heimatkundliche Schriften heraus. Darunter „Der Sänger vom Siebengebirge – Sagen, Märchen, Bräuche und Lieder der dortigen Landsleute in hochdeutscher und plattdeutscher Mundart geschrieben und mit mehrstimmigen Liedern begleitet“ und 1842 erschien in 7 Lieferungen der weltbekannte „Spielbähn“.
Er gründete zusammen mit Franz Stollwerd eine Firma W. Schrattenholz & Comp. die er jedoch schon am 28. September 1867 wieder auflöste.
Er entwickelte auch einen medizinischen Apparat, den er Abductor nannte und unter den Markennamen Schrattenholz-Heilsystem vermarktete.
Aus der Ehe mit Maria Magdalena Franziska Schreiner gingen zwei Söhne (Josef Schrattenholz und Max Schrattenholz) und vier Töchter hervor.
Pikant war eine außereheliche Beziehung, aus der eine Tochter hervorging. Wilhelmina Anna Helena Schrattenholz (* 14. Februar 1845 in Siegburg bei Bonn; † 8. Dezember 1930 in Utrecht) wurde durch die Familie Schrattenholz an Kindes statt angenommen und heiratete später Friedrich Wilhelm Mengelberg, den Vater des bekannten Dirigenten Willem Mengelberg.

## Werke
- "Der" Sänger am Siebengebirge: Sagen, Märchen, Gebräuche und Lieder der dortigen Landleute, Band 3, Bädecker, 1842 ()
- Neues Prophetienbüchlein über den deutschen Kaiser und unsere Aussichten in die nächste Zukunft: aus gedruckten und noch ungedruckten Memoiren des Pater Rictius, letzter General der Jesuiten, Frater Hermann, Spielbähn, Holzhauser, Benrodt u.a, Habicht, 1848 ()
- Orgelklänge: neue, mehrstg. Schul- & Jugendlieder nach beliebten Volksweisen : nebst e. Anleitung zum Gesang-Unterrichte, Habicht, 1848 ()
- Spielbähn, der Prophet: die merkwürdigste Prophezeiung auf unsere Zeit und Zukunft. Nach einem alten Manuscripte, Habicht, 1849 ()
- Das neue Schrattenholz-Heilsystem der Abduction oder Selbstausleitung der Krankheitsstoffe durch Heilnadeln (Abductor) und concentrirte Gase (Heildünster), Habicht, 1859 ()